# Les Petits Einstein
 (septembre 2022).
Ne pas confondre avec Little Einstein, gamme de produits pour enfants de la Baby Einstein Company
Les Petits Einstein (Little Einsteins en versions originale et québécoise) est une série télévisée d'animation éducative américaine en 67 épisodes de 23 minutes développée par Douglas Wood, qui a créé le concept et les personnages, et une équipe dirigée par Olexa Hewryk (vainqueur d'un Emmy Award) et Eric Weiner (cocréateur de Dora l'exploratrice) puis produite par Curious Pictures, The Baby Einstein Company et Walt Disney Television. Elle a été diffusée du 9 octobre 2005 au 22 décembre 2009 sur Playhouse Disney.
Les Petits Einstein ont été conçus pour appréhender l'art et la musique en intégrant des travaux connus et représentatifs (habituellement mais pas exclusivement peinture et musique classique).
La série est issue du film Les Petits Einstein : Notre Grande Super Aventure (en).
En France, elle a été diffusée sur Playhouse Disney, puis sur TF1 dans Club Disney et Disney Junior, et au Québec à partir du 17 septembre 2006 à la Télévision de Radio-Canada.

## Synopsis
Annie, June, Léo et Quincy présentent des œuvres d’art célèbres aussi bien en peintures qu’en musiques.

## Personnages principaux
- Si vous ne connaissez pas le sujet, laissez ce bandeau (vous pouvez alors contacter les auteurs).
- Si vous supprimez le contenu mis en cause (vous pouvez préalablement contacter les auteurs),

argumentez précisément cette suppression dans la page de discussion
(un manque de référence n'est pas un argument ; une recherche réelle de référence doit avoir été effectuée, être formellement documentée).
- Léo : Petit garçon blanc, aux cheveux roux et coiffé à la houppette. Il porte des lunettes rondes et vertes. Il a les yeux verts et ronds, et est habillé d'un t-shirt noir avec une bande orange et d'un bermuda orange accompagnés de chaussures orange et noir. Léo a six ans, est le meneur des Petits Einstein, et est celui qui pilote Fusée. C'est le grand frère d'Annie. Son principal talent est de diriger et son objet le plus précieux est sa baguette, il ne sort jamais sans elle. Son nom vient du célèbre chef d'orchestre Leopold Stokowski.
- June : Petite fille asiatique, aux cheveux bruns et coiffée au carré avec un bandeau rose. Elle porte des boucles d'oreilles en perles bleues. Elle a les yeux marron et en amande, et est habillée d'une robe violette avec ceinture accompagnées de chaussons ballerines rouges.June a six ans et adore danser. Elle adore aussi regarder les étoiles la nuit avec sa lunette astronomique. Elle est aussi amie avec un des anneaux de Saturne (Ep. 01). Elle aime l'art. Son nom vient de la fameuse chorégraphe June Taylor.
- Quincy : Petit garçon noir, aux cheveux noir et coiffé d'une casquette rouge et bleue. Il a les yeux marron et ronds, est habillé d'un t-shirt manche longue vert et jaune et d'un pantalon en jean bleu et porte des chaussures rouges. Quincy a cinq ans et adore jouer de tout type d'instruments de musique, le violon, la guitare et la trompette étant ses favoris. Il est le seul membre de l'équipe qui a peur du noir (Ep.18). Son nom vient du célèbre musicien Quincy Jones.
- Annie : Petite fille blanche, aux cheveux blonds et coiffée de deux couettes aux nœuds roses. Elle a les yeux bleus et ronds, et est habillée d'un T-shirt vert et une culotte rose porté sous une robe en jean bleue accompagnés de chaussures roses (dans la saison 1). La couleur de ses habits change dans la saison 2, mais le style reste le même. Annie a quatre ans et adore chanter. Elle est la petite sœur adorée de Léo et aussi le seul personnage qui a piloté Fusée solo (Ep. 12). Elle aime les animaux, mais a peur des araignées, tout comme le reste de l'équipe. Elle aime les dauphins mais son animal préfère reste le cheval. Elle possède un micro d'argent avec des notes de musique orange qu'elle a gagné dans un concours de chant. Son nom vient de la célèbre chanteuse de jazz Anni Rossi. Sa voix est interprétée par l'adolescente Carolyn Nabais.
- Fusée : Vaisseau magique rouge au ventre gris, au pare-brise bleu ciel, équipée de deux turbines sur chacun de ses côtés, de deux phares jaunes à l'avant et d'une antenne sur le toit. Elle dispose d'une panoplie d'outils et d'accessoires (stockés dans son "ventre") qui aident l'équipe à remplir leurs missions.
- Le grand avion à réaction : Il est un avion de chasse bleu. Il possède des pinces jaunes et un triple réacteur qu'il peut faire sortir de son ventre. C'est le principal antagoniste de la série.

## Personnages secondaires
| Personnage                 | Épisode(s) d'apparition                                      | Présentation du personnage |
| -------------------------- | ------------------------------------------------------------ | -------------------------- |
| L'Anneau de Saturne        | Épisode 01 - Saison 1 : Promenade Dans L'Espace              | Anneau Orange              |
| Petite Baleine             | Épisode 04 - Saison 1 : La Petite Baleine                    | Petite Baleine a Bosse     |
| Petit Dragon Volant        | Épisode 08 - Saison 1 : Le Dragon Volant                     | Un cerf-volant dragon      |
| Les Trois Petits Cochons   | Épisode 10-Saison 1: À La Ferme                              |                            |
| Les instruments de musique |                                                              |                            |
| La harpe dorée             |                                                              |                            |
| Petit Train                | Épisode 09 - Saison 1 : Plus vite, Petit Train               | Petit Train Rouge          |
| Petite oie en or           |                                                              |                            |
| Petit totem                | Épisode 20 - Saison 1 : L'Histoire Du Petit Totem            |                            |
| Le Gentil chevalier        | Épisode 14 - Saison 1 : Il Faut Délivrer Le Gentil Chevalier |                            |
| Petite souris              | Épisode 13 - Saison 1 : La Petite Souris et la Lune          | Souris grise               |
| Bébé tulipe                | Épisode 19 - Saison 1 : Printemps, Nous Voilà                | Tulipe jaune               |
| Les Ballons d'Annie        | Épisode 6 - Saison 1 : Un anniversaire extraordinaire        |                            |
| Petit monstre rouge        |                                                              | Monstre Rouge              |
| Mélodie                    |                                                              |                            |
| Carmine                    |                                                              |                            |
| Joey le kangourou          | Épisode 17 - Saison 1 : Une journée en Australie             | Bébé Kangourou             |
| Bébé Fou à pied bleu       |                                                              |                            |
| Grand-Mére Fusée           |                                                              |                            |

## Doublage

### Voix originales
- Erica Huang : June
- Natalia Wojcik : Annie
- Aiden Pompey : Quincy
- Jesse Schwartz : Léo

### Voix françaises
- Fily Keita : June
- Caroline Combes : Annie
- Sauvane Delanoë : Quincy
- Lucile Boulanger : Léo

 Source et légende : version française (VF) sur RS Doublage

### Voix québécoises
- Pénélope Asselin : June[2]
- Romy Kraushaar-Hébert : Annie
- Julien Houde : Quincy
- François-Nicolas Dolan : Léo

## Première saison (2005-2006)
Pièce musicale (artiste + œuvre)
| Titre français                                                         | Titre original                                     | Pièce picturale (artiste + œuvre)                                                                           | Pièce musicale (artiste + œuvre)                                                                 | Résumé |
| ---------------------------------------------------------------------- | -------------------------------------------------- | --- | ------------------------------------------------------------------------------------------------ | --- |
| Promenade dans l'espace                                                | Ring Around the Planet                             | Gustav Klimt : "L'arbre de vie"                                                                             | Antonín Dvořák : Symphonie no 9 en mi mineur - "Symphonie du nouveau monde" (B 178)              | |
| La Baguette du chef                                                    | I Love to Conduct                                  | Edward Hicks : "Le royaume de la paix"                                                                      | Edvard Grieg : Peer Gynt (opus 23) - Suite no 1 - "Au matin"                                     | |
| La Grande Course du ciel                                               | Hungarian Hiccups                                  | Henri Rousseau : Tigre dans une tempête tropicale                                                           | Johannes Brahms : Danse hongroise no 5 en fa dièse mineur                                        | |
| La Petite baleine                                                      | Whale Tale                                         | Georges Seurat : "La plage de Bas Butin à Honfleur"                                                         | Wolfgang Amadeus Mozart : Concerto no 2 en mi bémol majeur pour cor et orchestre (KV 417)        | |
| La Chasse au trésor                                                    | Pirate's Treasure                                  | Katsushika Hokusai : La Grande Vague de Kanagawa et Paul Gauguin : Gauguin 011.jpg\|"Montagnes tahitiennes" | Georges Bizet : Carmen (opéra)                                                                   | |
| Un anniversaire extraordinaire                                         | The Birthday Balloons                              | Henri Rousseau : joyeux farceurs l.htm "Joyeux farceurs"                                                    | Wolfgang Amadeus Mozart : Petite musique de nuit (KV 525)                                        | |
| La Légende de la pyramide dorée                                        | The Legend of the Golden Pyramid                   | Pierre de Rosette et Hiéroglyphe égyptien                                                                   | Johannes Brahms : Danse hongroise no 5 en fa dièse mineur                                        | |
| Le Dragon volant                                                       | Dragon Kite                                        | Zosan, Cai Jia, Zhang Lu et Qiu Ying                                                                        | Edvard Grieg : Peer Gynt (opus 23) - Suite no 1 - Dans l'antre du roi de la montagne             | Mission : retrouver les cerfs-volants dragons jaunes, bleus et le grand dragon impérial orange pour que la grande parade des dragons puisse avoir lieu en Chine. Voyage autour de la Grande Muraille de Chine et du Yang Tsé Kiang. |
| Plus vite, petit train                                                 | Go West, Young Train                               | Des paniers fabriqués par des indiens d'Amérique Navajos                                                    | Georges Bizet : L'Arlésienne - Suite no 2                                                        | |
| À la ferme                                                             | Farmer Annie                                       | Vincent van Gogh : gogh olivier l.htm "Les oliviers"                                                        | Johann Sebastian Bach : Concertos brandebourgeois - no 5 en ré majeur (BWV 1050) - 1er mouvement | |
| Viens fêter Halloween avec les Petits Einstein                         | A Little Einsteins Halloween                       | Frères Limbourg : "Les Très Riches Heures du duc de Berry - septembre"                                      | Edvard Grieg : Peer Gynt (opus 23) - Suite no 1 - Dans l'antre du roi de la montagne             | |
| La Mission de sauvetage d'Annie                                        | Annie's Solo Mission                               | Gustav Klimt : L'attente                                                                                    | Georges Bizet : L'Arlésienne - Suite no 2 - "Farandole"                                          | |
| La Petite souris et la lune                                            | The Mouse And The Moon                             | Mosaïques de l'antiquité, grecques et romaines                                                              | Wolfgang Amadeus Mozart : Petite musique de nuit (KV 525) - 1er mouvement                        | |
| Il faut délivrer le gentil chevalier                                   | The Good Knight And The Bad Knight                 | Giovanni Battista Salvi : "L'échiquier entouré de fleurs" et Tapisserie de Bayeux                           | Edvard Grieg : Peer Gynt (opus 23) - Suite no 1 - "Au matin"                                     | |
| La Grande ballade de Noël                                              | The Christmas Wish                                 | Vincent Van Gogh : La nuit étoilée                                                                          | Ludwig van Beethoven : La Lettre à Élise                                                         | |
| Comment nous sommes devenus Les Petits Einstein: La véritable histoire | How We Became the Little Einsteins: The True Story | | Antonín Dvořák : Symphonie no 9 en mi mineur - "Symphonie du nouveau monde" (B 178)              | |
| Une journée en Australie                                               | Jump For Joey                                      | | Georges Bizet : Marche des Toréadors                                                             | |
| À la recherche du petit renne                                          | The Northern Night Light                           | Claude Monet                                                                                                | Nikolay Rimsky-Korsakov : le vol du bourdon                                                      | |
| Printemps, nous voilà                                                  | O Yes, O Yes, It's Springtime!                     | | Antonio Vivaldi : L'allegro du printemps                                                         | |
| L'Histoire du petit totem                                              | A Tall Totem Tale                                  | Totem | Johann Sebastian Bach : Suite pour orchestre no 2 en si mineur                                   | |
| La Machine à rétrécir et à agrandir                                    | The Incredible Shrinking Adventure                 | | Antonio Vivaldi : L'allegro du printemps                                                         | |
| Le Petit caneton                                                       | Duck, Duck, June                                   | | Wolfgang Amadeus Mozart : Concerto no 2 en mi bémol majeur pour cor et orchestre (KV 417)        | |
| Les Animaux d'Afrique                                                  | Rocket Safari                                      | | Nikolay Rimsky-Korsakov : le vol du bourdon                                                      | |
| Tout le monde a un ami                                                 | Knock On Wood                                      | | Johann Sebastian Bach : Suite pour orchestre no 2 en si mineur                                   | |
| Fusée n'arrive pas à dormir                                            | A Galactic Goodnight                               | Munch | Ludwig van Beethoven : La Lettre à Élise                                                         | |
| Machine à anniversaire                                                 | The Birthday Machine                               | | Johann Sebastian Bach : Concertos brandebourgeois - no 5 en ré majeur (BWV 1050)                 | |
| Un tout nouveau costume                                                | A Brand New Outfit                                 | Vincent van Gogh : "champ de blé aux cyprès", Katsushika Hokusai : "La grande vague de Kanagawa",           | Ludwig van Beethoven : Ode à la joie                                                             | |
| Le Grand voyage des papillons                                          | The Missing Invitation                             | Claude Monet : "Jeune femme dans un jardin" Un tissage des indiens d'Amérique Navajos                       | Ludwig van Beethoven : Ode à la joie                                                             | |

## Deuxième saison (2007-2009)
| Titre français                            | Titre original                          | Pièce picturale (artiste + œuvre)              | Pièce musicale (artiste + œuvre)                                                     | Résumé |
| ----------------------------------------- | --------------------------------------- | ---------------------------------------------- | ------------------------------------------------------------------------------------ | ------ |
| Quincy et les instruments magiques        | Quincy and the Magic Instruments        | Gustave Courbet: La Vague                      | Piotr Ilitch Tchaïkovski : Le Lac des cygnes                                         |        |
| Annie et Léo super héros                  | Brothers and Sisters to the Rescue      |                                                | Ludwig van Beethoven : la 5e symphonie                                               |        |
| Le Bal du soulier de verre                | The Glass Slipper Ball                  | Andy Warhol : poisson                          | Johann Strauss : le beau danube bleu                                                 |        |
| La Chanson de l'amitié                    | Annie's Love Song                       | Kuna Mola                                      | Wolfgang Amadeus Mozart : concerto pour piano no 21                                  |        |
| Mélodie, l'animal musical                 | Melody, the Music Pet                   | Claude Monet : Les Nymphéas                    | Antonin Dvorak : Humoresque n°7                                                      |        |
| La Princesse des marionnettes             | The Puppet Princess                     | Léonard de Vinci                               | Charles Gounod : Marche funèbre d'une marionnette                                    |        |
| Super vite                                | Super Fast!!                            | Papier découpé chinois                         | Gioachino Rossini : Guillaume Tell (opéra)                                           |        |
| Le Bébé singe                             | He Speaks Music                         | Art africain traditionnel                      | Bedrich Smetana : La Moldau                                                          |        |
| Le Bébé violoncelle                       | Hello, Cello                            |                                                | Franz Schubert : Symphonie n°8                                                       |        |
| Annie et le petit avion violet            | Annie and the Little Toy Plane          |                                                | Wolfgang Amadeus Mozart : Symphonie n°40                                             |        |
| La Course de Carmine                      | Carmine's Big Race                      | Paul Ranson : Vignes                           | Jean Joseph Mouret : Rondeau                                                         |        |
| Fusée contre le grand avion à réaction    | The Great Sky Race Rematch              |                                                | Gioachino Rossini : Guillaume Tell (opéra)                                           |        |
| Le basson endormi                         | Sleeping Bassoon                        |                                                | Felix Mendelssohn : la marche nuptiale                                               |        |
| La Soupe de fusée                         | Rocket Soup                             |                                                | Antonin Dvorak : Humoresque n°7                                                      |        |
| Le Ballet des fous à pieds bleus          | The Blue-Footed Booby Bird Ballet       | Pierre d'Ica                                   | Peter Ilich Tchaikovsky : Le Lac des cygnes                                          |        |
| La Petite fusée rouge                     | Little Red Rockethood                   | Alexej von Jawlensky : paysage pres de marnaud | Giuseppe Verdi : Aida                                                                |        |
| Le Puzzle magique du sphinx               | The Puzzle of the Sphinx                |                                                | Giuseppe Verdi : Aida                                                                |        |
| Il faut aider bébé bernache               | The Wild Goose Chase                    |                                                | Wolfgang Amadeus Mozart : Symphonie n°40                                             |        |
| Annie et le pied de haricot               | Annie and the Beanstalk                 |                                                | Ludwig van Beethoven : la 5e symphonie                                               |        |
| Le Gentil prince jouet                    | The Wind-Up Toy Prince                  |                                                | Peter Ilich Tchaikovsky : Casse noisette                                             |        |
| L'Aventure de glace de Monsieur Manchot   | Mr. Penguin's Ice Cream Adventure       |                                                | Franz Schubert : Symphonie n°8                                                       |        |
| Annie et le concours de chant             | Annie, Get Your Microphone              |                                                | George Frideric Handel                                                               |        |
| Le Trésor derrière la porte rouge         | The Treasure Behind the Little Red Door |                                                | Charles Gounod : Marche funèbre d'une marionnette                                    |        |
| La Clé du mystérieux trésor               | The Secret Mystery Prize                |                                                | Edvard Grieg : Peer Gynt (opus 23) - Suite no 1 - Dans l'antre du roi de la montagne |        |
| Le Goûter des animaux                     | Animal Snack Time                       |                                                | Peter Ilich Tchaikovsky : Casse noisette                                             |        |
| La Devinette du grand Schubert            | The Great Schubert's Guessing Game      |                                                | Franz Schubert : La Truite                                                           |        |
| Quincy et les dinosaures musicaux         | Quincy and the Instruments Dinosaurs    |                                                | Bedrich Smetana : La Moldau                                                          |        |
| Fusée construit une maison                | Build It, Rocket!                       |                                                | Edvard Grieg : Jour de Noce à Troldhaugen                                            |        |
| Mon amie Mélodie                          | Melody and Me                           | Pétroglyphe                                    | Felix Mendelssohn : la marche nuptiale                                               |        |
| Les Monstres musicaux                     | Music Monsters                          |                                                | Wolfgang Amadeus Mozart : concerto pour piano no 21                                  |        |
| La Chanson de la licorne                  | The Song of the Unicorn                 | Tapisserie                                     | Piotr Ilitch Tchaïkovski : Ouverture solennelle 1812                                 |        |
| La chaussette qui voulait faire du cirque | Silly Sock Saves the Circus             | Léonard de Vinci : La Joconde                  | Franz Schubert : La Truite                                                           |        |
| La Leçon de choses                        | Show and Tell                           |                                                | Georges Bizet : Carmen (opéra)                                                       |        |
| Bravo l'équipe                            | Go Team!                                |                                                | Johann Strauss : le beau danube bleu                                                 |        |
| Les Fées musicales du grand nord          | Flight of the Istrument Fairies         | Mosaïque                                       | Felix Mendelssohn : concerto pour violon no 2                                        |        |
| Le Petit robot musicien de l'espace       | The Music Robot from Outer Space        |                                                | Jean Joseph Mouret : Rondeau                                                         |        |
| La Grande parade du petit éléphant        | Little Elephant’s Big Parade            | Mehndī                                         | Edvard Grieg : Jour de Noce à Troldhaugen                                            |        |
| Les Pompiers à la rescousse               | Fire Truck Rocket                       | Théâtre d'ombres                               | Piotr Ilitch Tchaïkovski : Ouverture solennelle 1812                                 |        |
| Insectes et compagnie                     | Rocket the Bug                          | Maoris (Nouvelle-Zélande)                      | George Frideric Handel                                                               |        |

## Épisodes "hors saison"
| Titre français                                         | Titre original                | Pièce picturale (artiste + œuvre) | Pièce musicale (artiste + œuvre)           | Résumé |
| ------------------------------------------------------ | ----------------------------- | --- | ------------------------------------------ | ------ |
| Les Petits Einstein : Notre Grande Super Aventure (en) | Our Big Huge Adventure        | Vincent van Gogh : "champ de blé aux cyprès", Katsushika Hokusai : "La grande vague de Kanagawa", Claude Monet : "Jeune femme dans un jardin" et Un tissage des indiens d'Amérique Navajos | Ludwig van Beethoven : "l'Hymne à la joie" |        |
| Fusée au secours de l'oiseau de feu                    | Rocket's Fire Rescue Firebird | Wassily Kandinsky : "Improvisation", Peter Carl Fabergé : Œuf de Fabergé, Poupées russes ou matriochkas                                                                                    | Igor Stravinsky : L'Oiseau de feu          |        |

## Diffusion en France
- La saison 1, ayant toujours été diffusée sur Playhouse Disney, et sur TF1 dans Club Disney et Tfou

- La saison 2 a entièrement été diffusée sur Playhouse Disney puis Disney Junior.

## DVD
- Les Petits Einstein : Notre Grande Super Aventure (en)
- L'Aventure nous attend
- Mission Accomplie
- La Légende de la pyramide d'or
- La Course vers l'espace
- Fusée au secours de l'oiseau de feu
- La Grande Balade de Noël
- Sur la route des contes de fées
- Les Animaux du monde
- À la découverte de l'Afrique
- À la découverte de l'Amérique
- Printemps, nous voilà !

## Titre en différentes langues
- Japonais : リトル・アインシュタイン
- Italien : Little Einsteins
- Anglais : Little Einsteins
- Allemagne: Kleine Einsteins